# Хил, Вернер
Ве́рнер Хил (итал. Werner Heel, род. 23 марта 1982, Мерано) — итальянский горнолыжник, участник Олимпийских игр 2010 и 2014 годов, победитель этапов Кубка мира. Специалист скоростных дисциплин.
В Кубке мира Хил дебютировал в 2001 году, в феврале 2008 года одержал первую победу на этапе Кубка мира в скоростном спуске. Всего имеет три победы на этапах Кубка мира, одну в скоростном спуске и две в супергиганте. Лучшим достижением в общем зачёте Кубка мира является для Хила 16-е место в сезонах 2008/09 и 2012/13.
На Олимпийских играх 2010 года в Ванкувере, стартовал в двух дисциплинах: скоростной спуск — 12-е место, супергигант — 4-е место. В супергиганте Хил уступил всего 0,05 сек серебряному призёру Боде Миллеру и 0,02 сек бронзовому призёру Эндрю Уайбрехту.
На Олимпийских играх 2014 года в Сочи Вернер занял 12-е место в скоростном спуске и 17-е место в супергиганте.
За свою карьеру участвовал в пяти чемпионатах мира, лучший результат — 7-е место в скоростном спуске на чемпионате мира 2009 года. На чемпионате мира 2011 года стал 8-м в супергиганте.
Завершил карьеру в марте 2019 года.
Использовал лыжи и ботинки производства фирмы Rossignol.
С 2009 года встречался с итальянской горнолыжницей Мануэлой Мёльгг, на которой женился в 2018 году.

## Зимние Олимпийские игры
| Олимпийские игры | Скоростной спуск | Супергигант | Гигантский слалом | Слалом | Комбинация |
| ---------------- | ---------------- | ----------- | ----------------- | ------ | ---------- |
| 2010 Ванкувер    | 12               | 4           | —                 | —      | —          |
| 2014 Сочи        | 12               | 17          | —                 | —      | —          |